# Бэтмен: Возвращение Тёмного рыцаря
Бэтмен: Возвращение Тёмного рыцаря (англ. Batman: The Dark Knight Returns) — супергеройский мультфильм об одноимённом персонаже комиксов издательства DC Comics, состоящий из двух частей. Киноадаптация сюжетной арки 1986 года «The Dark Knight Returns», написанной Фрэнком Миллером. Это 15-й мультфильм в серии оригинальных анимационных фильмов вселенной DC.

## Сюжет

### Часть 1
Правительство пресекло деятельность всех супергероев, кроме Супермена. Миллиардер Брюс Уэйн, он же Бэтмен, добровольно ушёл в отставку. Прошло десять лет с момента последнего рапорта о деятельности Бэтмена. В отсутствие супергероев преступники заполонили улицы, и банда, зовущая себя Мутанты, терроризирует Готэм-сити. 55-летний Брюс поддерживает дружбу с 70-летним комиссаром полиции Джеймсом Гордоном. После исчезновения своего архиврага Джокер охвачен кататонией и находится в психиатрической лечебнице Аркхэм.
Харви Дент, за счёт Брюса Уэйна, идёт на операцию по восстановлению его повреждённой части лица. Хотя психиатры признали его вменяемым — после освобождения он быстро уходит в подполье. Исчезновение Дента, новости о происходящих преступлениях в городе, а также вспышки памяти о смерти родителей снова делают из Брюса Уэйна Бэтмена. Он снова начинает бороться с преступниками, спасает 13-летнюю Кэрри Келли, но теперь он должен бороться с физическими ограничениями своего возраста. Люди по-разному реагируют на возвращение супергероя. Психолог Харви Дента, Бартоломью Уолпер, обвиняет Бэтмена в непреднамеренном создании своих собственных суперзлодеев.
Дент угрожает взорвать два здания, если ему не будет заплачен выкуп. Бэтмен одолевает приспешников Двуликого и понимает, что Дент хочет покончить с собой, и бомбы взорвутся, даже если ему заплатят выкуп. Бэтмен обезвреживает одну бомбу, а вторая, находящаяся на вертолете с убегающими преступниками, взрывается высоко в воздухе. Харви Дент показывает, что внутри он всё ещё Двуликий, хотя снаружи он выглядит нормально.
Кэрри Келли, девочка, которую спас Бэтмен, одевается в костюм Робина и идёт на поиски супергероя. Бэтмен на огромном танкоподобном Бэтмобиле, нападает на сборище мутантов на свалке. Лидер мутантов вызывает его на дуэль, Бэтмен соглашается, чтобы доказать себе, что он до сих пор силён. Лидер мутантов, молодой человек, находящийся в отличной физической форме, чуть не убивает Бэтмена. Келли отвлекает его и Бэтмен использует одно из своих приспособлений, чтобы победить мутанта. Бэтмен с Келли возвращаются в Бэтпещеру, где Брюс разрешает Кэрри стать его новым напарником, новым Робином. Бэтмен маскирует Келли как одного из членов банды мутантов; она завлекает всех членов банды в западную часть города, к трубе канализационного выхода.
В полицейском департаменте Готэма, во время переговоров, лидер мутантов убивает мэра города. Комиссар Гордон намеренно выпускает лидера банды, закрывая все выходы наружу, кроме канализации. Перед всеми членами банды Бэтмен сходится в схватке с лидером мутантов. В грязи лидер мутантов теряет своё преимущество и Бэтмен одолевает его.
Победа Бэтмена над лидером банды, терроризировавшего Готэм, становится известна на весь город. Жители города вдохновлены действиями вернувшегося супергероя и готовы противостоять преступности. Банда мутантов распадается на мелкие банды. Одна из банд именует себя «Сыны Бэтмена», они обещают охотиться на преступников. Джеймс Гордон уходит в отставку, отдав свой пост Эллен Йиндел. В лечебнице Аркхэм, из-за трансляции о возвращении героя, Джокер возвращается в своё нормальное состояние.

### Часть 2
Перемены в Готэме дошли до Белого Дома. Президент США предлагает одному супергерою на службе у правительства «поговорить» с учинителем беспокойства, которое тревожит не столько граждан, сколько саму власть. Деятельность ночного мстителя ставит под угрозу национальную безопасность страны. Между тем, Холодная война в разгаре, и Америке ни к чему лишние проблемы в противостоянии с Советским Союзом.
Уэйн, вылавливая бывших участников группировки мутантов, перешедших к Джокеру, сталкивается с Человеком из Стали. Они встретились на следующий день, и Кларк Кент предупредил Брюса о том, что скоро власти прикажут ему остановить Бэтмена, вышедшего из-под контроля. Тем более, что много лет назад между героями было заключено соглашение, по которому Хэл Джордан покинул Землю, Диана вернулась на Темискиру, и только Рыцарь Ночи отказался покинуть сцену добровольно. Уэйн напомнил своему бывшему напарнику, что они оба преступники, просто один из них работает на государство, и с не подчинившимся Оливером Куином поступили так же, как хотят сейчас обойтись с ним.
Тем временем, Джокер принимает участие в ток-шоу, показанное в прямом эфире, куда пришло большое количество зрителей, и выпускает зловещий газ смеха, от которого погибли все, включая ведущего программы и доктора из Аркхэма. На этом маньяк не остановился, отправившись к Селине Кайл и сделав из той «подарок» для Бэтмена, попутно дал задание для её подруги свести с ума конгрессмена, который забрался на крышу небоскреба и криками призывал нанести ядерный удар по СССР, а затем разбился насмерть. Бэтмен нашёл Селину связанной в костюме Чудо-Женщины. Келли обнаружила сахарную вату на полу комнаты, и стало ясно, что Джокер планирует отравить тысячи людей в парке развлечений. Бомба уже заложена, и Робину придется обезвредить адскую машину, когда Бэтмен преследует Джокера, который без разбора расстреливает всех на своем пути. В конце концов безумец, потеряв глаз, загнан в угол, тогда Летучая Мышь произнес, что несет ответственность за каждое убийство психопата, и много невинных погибло только потому, что он не обезвредил клоуна, но сейчас намерен остановить его раз и навсегда. Джокер успел нанести несколько сильных ударов ножом, однако Бэтмен сломал ему шею. Дергаясь в судорогах, маньяк с упоением злорадствовал, что герой потерял контроль над собой и теперь его пристрелят за это, в тот же миг, вывернув голову, убивает себя. Полиция находит Бэтмена, истёкшего кровью, и пытается схватить, но безуспешно. Тело Джокера сгорает в огне.
Американские и советские войска продолжили вести бои за латиноамериканское островное государство Корто Мальтезе, намереваясь установить там свою сферу влияния. На стороне США выступает Супермен, одерживая верх над врагом. Не желая проигрывать, Советский Союз выпускает по острову ракету с ядерной боеголовкой. Супермен смог изменить курс ракеты, но не предотвратил взрыв, и был тяжело ранен; в результате детонации образовался мощный электромагнитный импульс, который уничтожил все системы коммуникации и жизнеобеспечения в США и вызвал ядерную зиму. Поскольку город погрузился в хаос, Бэтмен призвал своих помощников и граждан восстановить порядок. Комиссар полиции Йиндел признала, что Темный Рыцарь слишком велик, чтобы ему мешать.
В то время как остальная часть США была наводнена преступностью и беспределом, Готэм становится самым безопасным городом без помощи властей, а это вызов администрации президента, что и заставило их послать Супермена с целью покончить с Бэтменом. Накануне в доме у Брюса Оливер Куин, лишившийся руки и 5 лет назад сбежавший из тюрьмы сказал, что хочет присоединиться в борьбе против того, кто его заморозил. Победит сильнейший. Они договорились встретиться в знаменитой «Аллее преступности». Сражение между Бэтменом и Суперменом не знало равных, город дрожал в ужасе от новых ударов. Когда Супермен был готов закончить с Бэтменом, Куин, прорвавшийся через военных на крыше, по сигналу выпустил стрелу с криптонитовым наконечником. Человек из Стали был повержен, но не убит. Уэйн сказал Кларку, что умышленно ослабил действие криптонита, чтобы показать Супермену — все могут быть смертны, и после этого никогда не следует стоять на пути у победившего его. Успев сказать последнее слово, Бэтмен умирает от сердечного приступа, тогда же особняк Уэйна уничтожается взрывом и дворецкий Альфред, которому было поручено избавиться от улик, трагично умирает от инсульта рядом с местом происшествия. Робин и Зелёная Стрела скрылись от армейских заслонов на Бэт-танке.
Тайное стало явным, и в день похорон весь мир узнал, что Бэтменом был известный миллиардер Брюс Уэйн, все секреты и технологии которого уничтожены вместе с поместьем, а финансовые активы исчезли. Гордон спросил Кента: — Ты был другом? — Если честно, трудно сказать… — Похоже на правду. Все разошлись. В этот момент Супермен заметил стоявшую у могилы девушку и услышал слабое сердцебиение под землей. Человек с абсолютным слухом понял, о чём речь, подмигнул и ушёл. Оказалось, это было послание. В подземных пещерах, живой Уэйн раскрыл Робину и Зелёной Стреле, что 10 лет ждал красивую смерть в тишине и теперь его дело незаметно продолжат на поверхности ученики из бывших мутантов и «Сыны Бэтмена».

## В ролях
| Актёр                | Персонаж                    |
| -------------------- | --------------------------- |
| Питер Уэллер         | Брюс Уэйн / Бэтмен          |
| Ариэль Уинтер        | Кэрри Келли / Робин         |
| Дэвид Селби          | комиссар Джеймс Гордон      |
| Уэйд Уильямс         | Харви Дент / Двуликий       |
| Пэйджет Брюстер      | Лана Лэнг                   |
| Мария Кэнелс-Баррера | новый комиссар Эллен Йиндел |
| Майкл Эмерсон        | Джокер                      |
| Майкл Джексон        | Альфред Пенниуорт           |
| Майкл Маккин         | доктор Бартоломью Уолпер    |
| Гари Энтони Уильямс  | лидер мутантов              |
| Грей Делизл          | ведущая новостей Карла      |
| Ричард Дойл          | мэр Готэма                  |
| Юрий Левенталь       | член банды «Сыны Бэтмена»   |
| Джеймс Патрик Стюарт | Мюррей                      |
| Брюс Тимм            | Томас Уэйн                  |
| Фрэнк Уэлкер         | мэр Стивенсон               |

| Актёр             | Персонаж                       |
| ----------------- | ------------------------------ |
| Марк Вэлли        | Кал-Эл / Кларк Кент / Супермен |
| Робин Аткин Даунс | Оливер Куин / Зелёная стрела   |
| Тресс Макнилл     | Селина Кайл / Женщина-кошка    |
| Джим Мескимен     | президент США                  |
| Конан О’Брайен    | ведущий шоу Дэвид Эндохрин     |

## Саундтрек
В конце января 2013 года, композитор Кристофер Дрейк заявил, что он работает над саундтреком, который выйдет на лейбле WaterTower Music. Релиз состоялся 8 октября 2013 года. Было выпущено два компакт-диска, по одному на часть фильма.
| №   | Название                                       | Длительность |
| --- | ---------------------------------------------- | ------------ |
| 1.  | «Gotham City, 1986»                            | 1:30         |
| 2.  | «Slice & Dice/Never Again»                     | 3:00         |
| 3.  | «Both Sides Match»                             | 0:52         |
| 4.  | «Mark of Zorro/The Time Has Come»              | 2:22         |
| 5.  | «The Dark Knight Returns»                      | 4:17         |
| 6.  | «These Men Are Mine»                           | 2:57         |
| 7.  | «Sightings»                                    | 1:11         |
| 8.  | «The Signal»                                   | 1:29         |
| 9.  | «Harvey»                                       | 6:13         |
| 10. | «Liquor Store Shootout»                        | 0:27         |
| 11. | «I Believe You/Robin's Run»                    | 1:50         |
| 12. | «I'm Your Worst Nightmare»                     | 0:47         |
| 13. | «Eyes Sideways!»                               | 0:46         |
| 14. | «The General»                                  | 1:10         |
| 15. | «Mutants...Surrender Now, or Be Destroyed»     | 7:41         |
| 16. | «Carrie Kelly...Robin»                         | 2:06         |
| 17. | «You're Never Finished with Me»                | 1:46         |
| 18. | «Robin's Legacy»                               | 0:47         |
| 19. | «Mayor for Dinner»                             | 1:12         |
| 20. | «I'm Counting on You, Jim...One Last Time»     | 5:57         |
| 21. | «It's an Operating Table. And I'm the Surgeon» | 4:48         |
| 22. | «The Dark Knight Triumphant/End Titles»        | 5:09         |

| №   | Название                                                | Длительность |
| --- | ------------------------------------------------------- | ------------ |
| 1.  | «A Ruckus I'd Like You to Straighten Out»               | 0:44         |
| 2.  | «Bruno»                                                 | 5:04         |
| 3.  | «Corto Maltese»                                         | 0:35         |
| 4.  | «Hunt the Dark Knight I»                                | 2:00         |
| 5.  | «Hunt the Dark Knight II»                               | 0:58         |
| 6.  | «I'm Going to Kill Everyone in This Room/Ace the Cloak» | 2:06         |
| 7.  | «God is on Our Side, or the Next Best Thing»            | 1:06         |
| 8.  | «Selena»                                                | 1:01         |
| 9.  | «Good Soldier»                                          | 3:05         |
| 10. | «See You...In Hell»                                     | 7:47         |
| 11. | «Hunt the Dark Knight III»                              | 1:46         |
| 12. | «20 Million Die By Fire...If I Am Weak»                 | 1:26         |
| 13. | «Nuclear Resurrection»                                  | 1:25         |
| 14. | «E.M.P.»                                                | 1:15         |
| 15. | «Tonight, I Am the Law»                                 | 2:34         |
| 16. | «Community Spirit»                                      | 2:51         |
| 17. | «One Hour»                                              | 1:08         |
| 18. | «I Want You to Remember the One Man Who Beat You»       | 9:53         |
| 19. | «Requiem»                                               | 1:08         |
| 20. | «A Good Life...Good Enough/End Titles»                  | 5:51         |

## Отзывы, продажи и награды
Джои Эспозито из IGN дал первой части 7,5 балла из 10 и написал, что мультфильм удачно передал атмосферу комикса. Второй части он поставил оценку 8,6 и посчитал, что она более успешна, чем первая. Кофи Оутлау из Screen Rant дал первой картине 4,5 звёзд из 5 и отметил, что её стоит посмотреть всем поклонникам Бэтмена. Второму мультфильму он поставил 3 звезды из 5. Гил Келлерман из Collider, обозревая первую часть, подчеркнул, что создатели справились с адаптацией комикса. Ко второй картине он также отнёсся в целом положительно. Ноэль Мюррей из The A.V. Club дал первой части оценку «B+» и написал, что в ней есть моменты, которые даже лучше, чем в первоисточнике.
Первая часть принесла создателям 6 миллионов долларов от продаж на DVD и Blu-ray, а вторая — 4,3 миллиона долларов.
Первая часть была номинирована на премию Golden Reel Awards в категории «Best Sound Editing: Sound Effects And Foley In A Feature Film».